# Bisaccia (Morter)
Bisaccia, scoglio Bisaghe o le Bissaghe (in croato: Bisaga) è un isolotto disabitato della Croazia situato nel mare Adriatico, vicino alla costa dalmata settentrionale, a sud-est di Morter. Appartiene all'arcipelago di Sebenico. Amministrativamente, assieme alle isolette circostanti, fa parte del comune Stretto, nella regione di Sebenico e Tenin.

## Geografia
L'isolotto, di forma irregolare, è situato nella parte sud-orientale del canale di Morter (Murterski kanal), tra la parte sud-est dell'isola di Morter e la costa dalmata: a sud-est di val Gessera (uvala Jezera), chiamato anche porto Gesserà e circa 570 m da punta Obinus Piccola (rt Obinuš mali).
L'isolotto ha una lunghezza di 630 m circa; ha una superficie di 0,087 km², uno sviluppo costiero di 1,62 km e un'altezza di 21,6 m.

### Isole adiacenti
- Boronigo (Borovnik), isolotto 840 m[2] a nord-ovest.
- Gerbosniac (Hrbošnjak), a ovest, tra Bisaccia e Morter.
- Oliveto (Maslinjak), a sud di Bisaccia.
- Mimognago[14], Mimognac[7] o Mimognak[5] (Mimonjak), isolotto rotondo tra Bisaccia e la costa dalmata: dista 160 m[2] da punta Obinus Piccola. Ha una superficie di 0,024 km²[1], uno sviluppo costiero di 0,55 km[1] e un'altezza di 23 m[2] 43°46′43″N 15°40′56″E.

### Cartografia
- (HR) Mappa topografica della Croazia 1:25000, su preglednik.arkod.hr. URL consultato il 10 settembre 2017.
- G. Giani, Carta prospettiva delle Comuni censuarie della Dalmazia, foglio 6, 1839. Fondo Miscellanea cartografica catastale, Archivio di Stato di Trieste.
- Carta di cabottaggio del mare Adriatico, foglio VII, Milano, Istituto geografico militare, 1822-1824. URL consultato l'11 settembre 2017 (archiviato dall'url originale il 13 aprile 2013).